# Amici di Marcel Proust

## Elenco dei personaggi
Per contestualizzare meglio Marcel Proust all'interno del suo ambiente culturale e fornire delle informazioni sulla società che lo ha influenzato e che, a sua volta, ne è stata influenzata, di seguito viene presentato un elenco non esaustivo dei suoi amici, con alcuni dettagli salienti sul loro rapporto.
- Alfred Agostinelli (1888-1914), dattilografo e autista di Proust, ebbe una relazione con lo scrittore, pur avendo relazioni anche con donne. Sul rapporto fra lui e Proust, fatto in parte di gelosia ossessiva (da parte di Proust), si basa una parte del rapporto fra l'io narrante del romanzo e Albertine. Agostinelli morì pilotando un aereo. Proust aveva prenotato per lui un corso di volo e ordinato un aereo che però non poté essere donato.
- Céleste Albaret, nata Gineste, (Auxillac, Lozère, 1891 - 1984), moglie dell'autista di Proust, Odilon Albaret, fu dal 1913 al 1921 al servizio dello scrittore, dapprima solo come courrière, ossia persona che disbriga le commissioni, ma ben presto si stabilì in casa con funzioni di governante e confidente e ne vegliò gli ultimi anni. Aiutava il padrone anche nella gestione pratica della Recherche: era lei che incollava sui quaderni ove l'opera prendeva vita tutte le correzioni dell'autore. E poi c'erano i loro colloqui o meglio i soliloqui di Proust, che con Céleste si apriva completamente. Al funerale di Marcel, il fratello di lui, il medico Robert, volle che Céleste prendesse posto tra i parenti stretti.
Per cinquant'anni dopo la morte di Proust, Céleste resisté a ogni tentativo di "farla parlare" del suo eccezionale datore di lavoro. Solo a ottantadue anni (1973) si arrese e pubblicò le sue memorie con il titolo Monsieur Proust. Nel libro dichiara di essersi decisa al gran passo per confutare i molti travisamenti e le molte imprecisioni o vere e proprie calunnie che si andavano accumulando sulla memoria di Proust.
- Madame Arman de Caillavet, nata Lippmann, il cui salotto era frequentato anche dallo scrittore Anatole France, e di suo figlio Gaston-Armand, scrittore di teatro.
- Madame Lydie Aubernon de Nerville, animatrice di un salotto letterario di professionisti e scrittori, a cui partecipava anche Gabriele D'Annunzio.
- Marie de Benardaky, sua amica d'infanzia, nobile polacca, divenne principessa sposando Michel Radziwill, cugino di Léon Radziwill, amico di Proust.
- Henri Bergson filosofo, s'imparentò con Proust sposandone una cugina.
- Antoine ed Emmanuel Bibesco, appartenenti alla nobile famiglia rumena Bibescu. Proust conobbe i due fratelli nel 1900. Ad Antoine fu legato da una appassionata amicizia, testimoniata dalle molte lettere che gli scrisse. Con Emmanuel visitò molte chiese gotiche.
- Robert de Billy, diplomatico, compagno di Proust in diversi viaggi, ammiratore di John Ruskin.
- Jacques Bizet, figlio del noto autore della Carmen, e della sua sposa Geneviève Halévy  nel 1887 divenuta la famosa Mme Straus, con un salotto mondano e letterario; era suo compagno di liceo.
- il pittore Jacques-Émile Blanche, vicino di casa di Proust ad Auteuil, ne eseguì nel 1892 il più famoso ritratto, tanto amato dallo scrittore che lo terrà sempre con sé in tutti i suoi trasferimenti. Nel 1918 Proust scrisse la prefazione di un libro di Blanche sulla pittura.
- Gaston Calmette, all'epoca direttore di Le Figaro credette in Proust e gli affidò una rubrica sul suo giornale.
- Laure, contessa di Chevigné, che aveva tra i suoi antenati sia la Laura cantata dal Petrarca sia il marchese de Sade.
- Marie-Alphonse Darlu, professore di filosofia al liceo, influenzò molto il pensiero di Marcel Proust.
- Lucien e Léon Daudet figli dello scrittore Alphonse Daudet: Léon fu un giurato del premio Goncourt e fu proprio lui a sostenere e a far vincere la candidatura di Marcel Proust; Proust dedicò il terzo volume della Recherche a Léon, nonostante fosse una delle personalità di spicco del partito antisemita Action française, al cui quotidiano diretto da Charles Maurras, Proust era tra l'altro abbonato.[1] Lucien, invece, ebbe con Proust una relazione sentimentale.
- Robert Dreyfus, René e Léon Blum, suoi compagni di liceo; Léon Blum divenne il leader del partito socialista francese.
- Antoinette e Lucie Faure, figlie del presidente della Repubblica francese Félix Faure. Giocando con le due sorelle Proust rispondeva a quello che è passato alla storia come il questionario di Proust.
- André Gide, famoso scrittore, incontrò Proust tra il 1893 e il 1894 e ne riportò l'impressione di uno snob mondano e superficiale. Sulla base di quest'impressione bocciò il manoscritto di Dalla parte di Swann salvo poi pentirsene quando lo vide pubblicato.
- Armand de Gramont, duca di Guiche, poi duca di Gramont (1878-1962), marito della figlia della contessa Greffulhe.
- Reynaldo Hahn (1875-1947), musicista, compositore e critico musicale venezuelano, ebbe probabilmente con Proust una relazione, trasformatasi in breve in una semplice amicizia, ma lunghissima (dal 1894 fino alla morte di Proust) e stretta. Lui e Georges de Lauris furono i primi a conoscere gli abbozzi iniziali della Recherche nel 1909.
- Madame Madeleine Lemaire, animatrice di un salotto letterario che si riuniva ogni martedì, introdusse Proust nell'ambiente aristocratico del Faubourg Saint-Germain e ne illustrò il suo primo libro (I piaceri e i giorni).
- il conte Robert de Montesquiou-Fezensac, scrittore, poeta, esteta, imparentato con le più note famiglie aristocratiche, fu al centro di una delle amicizie più lunghe e tormentate. Anch'egli omosessuale, è uno dei modelli del personaggio Charlus. Cugino della contessa Greffulhe
- Paul Morand, scrittore, per cui Proust scrisse la prefazione ad una raccolta di novelle: Tendres Stocks.
- Anna de Noailles (nata principessa Anna-Élisabeth Bibesco-Bassaraba, 1876-1933), contessa, poetessa e scrittrice di scarso talento.
- il conte Bertrand de Salignac-Fénelon, accompagnatore di Proust in diversi viaggi. La sua morte al fronte nel 1914 addolorò moltissimo Proust.
- Madame Straus, nata Halévy, vedova Bizet, animatrice di un importante salotto mondano sul Boulevard Haussmann frequentato, tra gli altri, dalla contessa di Chevigné e dalla bellissima e ricchissima contessa Greffulhe.

## Poetica dello snobismo
"Diversamente da Curtius, o anche da un marxista (almeno in pectore) come Victor Klemperer, che vedono in Proust il grande letterato e anche il rifondatore su nuove basi del classicismo francese, o di Auerbach che vuole salvare Proust dal maleficio della sua classe, Benjamin tenta un’attualizzazione marxista di Proust".
Secondo Walter Benjamin, infatti, "nella sua curiosità Proust aveva qualcosa dell’investigatore. La classe dei privilegiati era per lui un clan di bricconi, una banda di congiurati che non può essere paragonata a nessun’altra: la mafia dei consumatori. Essa esclude dal suo mondo tutto ciò che partecipa della produzione, o almeno pretende che questa partecipazione si nasconda pudicamente dietro il gesto leggiadro che i perfetti professionisti del consumo sanno eseguire. L’analisi proustiana dello snobismo, che è molto più importante dell’esaltazione dell’arte, rappresenta il punto culminante della sua critica della società. Poiché l’atteggiamento dello snob non è altro che la considerazione coerente, organizzata, fermissima della vita dal punto di vista del consumatore perfetto, chimicamente puro […] Ma il puro consumatore è il puro sfruttatore. Lo è in senso logico e teorico, lo è, in Proust, in tutta la sua concretezza della sua esistenza storica attuale. È un’esistenza concreta perché impenetrabile e inafferrabile. Proust descrive una classe che è in ogni sua parte obbligata a dissimulare la sua base materiale, e appunto per questo ha adottato i modi e l’aspetto di un feudalesimo che, privo in se stesso di un significato economico, può tanto meglio fungere da maschera per la grande borghesia. Questo disincantatore senza illusioni, spietato, dell’io, dell’amore, della morale, quale Proust amava considerare se stesso, fa di tutta la sua infinita arte il velo che ricopre questo mistero unico, essenziale, vitale della sua classe: il mistero economico".